# 23 км (зупинний пункт, Куп'янська дирекція Південної залізниці)
23 кіломе́тр — пасажирський залізничний зупинний пункт Куп'янської дирекції Південної залізниці.
Розташований у селі Богуславка, Борівський район, Харківської області на лінії Куп'янськ-Вузловий — Тропа між станціями Скоросний (10 км) та Імені Олега Крючкова (1 км).
Станом на травень 2019 року щодоби три пари приміських електропоїздів здійснюють перевезення за маршрутом Куп'янськ-Вузловий — Святогірськ.